# Juan María Gómez
Juan María Gómez Pastor (6 de mayo de 1798-febrero de 1850) fue un militar, político, periodista y escritor colombiano.
Nacido en Antioquia, era hijo del doctor José Antonio Gómez Londoño (1754-1812), presidente de la provincia de Antioquia durante la Patria Boba, y de Manuela Pastor Tabares. Se casó con la brasileña Antonia de Márquez Fonseca, con la que tuvo una hija. Fue aprendiz de Francisco José de Caldas y José Félix de Restrepo. Combatió en los Llanos orientales y en la campaña Libertadora de Nueva Granada, incluyendo la batalla de Boyacá. Fue uno de los gestores de la entrevista de Guayaquil entre Simón Bolívar y José de San Martín. Fue embajador en Brasil por orden de Bolívar, luego tesorero de Antioquia a comienzos de los años 1830 y embajador en Francia en 1834. Fue diputado por su provincia natal en 1835 y su gobernador entre 1842 y 1845. Participó en la Guerra de los Supremos, llegando a ser general y jefe militar de Antioquia a finales de los años 1840. También fue gobernador de Santa Marta y secretario de Guerra en 1846. Murió en Facatativá, cuando viajaba a Bogotá a asumir el cargo de senador.